# Ybbs an der Donau
Ybbs an der Donau is een gemeente in de Oostenrijkse deelstaat Neder-Oostenrijk, gelegen in het district Melk. De gemeente heeft ongeveer 5700 inwoners. In de gemeente mondt de rivier de Ybbs uit in de Donau.

## Geografie
Ybbs an der Donau heeft een oppervlakte van 23,82 km². Het ligt in het centrum van het land, ten westen van de hoofdstad Wenen.
Artstetten-Pöbring · Bergland · Bischofstetten · Blindenmarkt · Dorfstetten · Dunkelsteinerwald · Emmersdorf an der Donau · Erlauf · Golling an der Erlauf · Hofamt Priel · Hürm · Kilb · Kirnberg an der Mank · Klein-Pöchlarn · Krummnußbaum · Leiben · Loosdorf · Mank · Marbach an der Donau · Maria Taferl · Melk · Münichreith-Laimbach · Neumarkt an der Ybbs · Nöchling · Persenbeug-Gottsdorf · Petzenkirchen · Pöchlarn · Pöggstall · Raxendorf · Ruprechtshofen · Schollach · Sankt Leonhard am Forst · Sankt Martin-Karlsbach · Sankt Oswald · Schönbühel-Aggsbach · Texingtal · Weiten · Ybbs an der Donau · Yspertal · Zelking-Matzleinsdorf
- Gemeinsame Normdatei: 4067185-9
- Library of Congress Control Number: nr95020534
- MusicBrainz: 6247be68-254f-4313-bbaa-f0f86f6409aa
- Nationale Bibliotheek van Tsjechië: ge1078037
- Nationale Bibliotheek van Israël: 987007540451605171
- Virtual International Authority File: 156605014
- WorldCat: E39PBJr7VphdYtHp3xX6v7yyBP